# SilencerCo
SilencerCo是總部設在美國猶他州西谷市的槍支抑制器“消音器”製造商。自2008年成立以來，SilencerCo已經發展成為全美頭號抑制器製造公司。